# Grafipar
Gráfica Editora Paraná Cultural, mais conhecida como Grafipar, foi uma editora brasileira de histórias em quadrinhos. Foi fundada em Curitiba nos anos 1960 pelo libanês Said Mohamad El Kathib, inicialmente com o nome apenas de Paraná Cultural.

## História
Até a primeira metade dos anos 1970, a Grafipar publicava apenas livros, tais como Dicionário Cultural da Língua Portuguesa (de Mansur Guérios), A História do Paraná e O Paraná e a Caricatura. Em 1977, contudo, Faruk El-Khatib, filho do fundador da editora, resolveu investir na publicação de revistas, especialmente no segmento de revistas eróticas. A primeira experiência foi com a revista de bolso Peteca, que mesclava erotismo e conteúdo educativo sobre sexo. A primeira edição vendeu 100 mil exemplares, sendo que 31.500 logo no lançamento. A revista teve ao todo 115 edições.
Embora o Brasil estivesse sob a censura da ditadura militar brasileira, Faruk contava com a amizade pessoal com um censor para conseguir lançar suas publicações sem maiores problemas. Chegou a ter a primeira publicação brasileira voltada para o público homossexual, a revista Rose, que foi feita inicialmente para as mulheres interessadas em nu masculino mas acabou sendo mais consumida pelo público gay.
Em 1978, Claudio Seto conheceu Faruk, três anos antes, Seto havia se mudado para Curitiba e se tornado ilustrador de um jornal local, na Grafipar, reviveu a revista Maria Erótica, publicada anteriormente na EDREL de Minami Keizi, ambos experimentaram o estilo mangá na EDREL. Seto também criou uma heroina de faroeste, Katy Apache, uma brasileira criada entre índios apaches. A ideia inicial era publicar o faroeste italiano Swea Otanka, sobre uma índia loira descendente de vikings. Katy se parecia com a personagem de Raquel Welch no filme de faroeste Hannie Caulder de 1971, onde vestia apenas um poncho.
Os quadrinhos começaram a aparecer dentro das revistas eróticas e foram ganhando destaque a ponto de surgir a necessidade e contratar artistas para a criação de materiais em quantidade suficiente para suprir a crescente demanda. Isso levou também à criação de uma linha de quadrinhos eróticos com revistas como Maria Erótica, Quadrinhos Eróticos, Fêmeas, Próton, Katy Apache, Perícia, entre diversas outras.
O sucesso de vendas da Grafipar atraiu diversos artistas para Curitiba, pois a proximidade com a editora aumentaria o volume de trabalho e, consequentemente, os ganhos financeiros, já que a grande maioria trabalhava como freelancer. Os primeiros autores a se mudar foram Mozart Couto, Flavio Colin, Julio Shimamoto, Franco de Rosa, Gustavo Machado, Fernando Bonini, Itamar Gonçalves, Watson Portela, Eros Maichrowicz, entre outros. Por razões variadas, quase todos tornaram-se vizinhos no bairro Vila Maria, que acabou ficando informalmente conhecida como "Vila dos Quadrinistas".
O auge da editora foi nos anos 1980. Porém, nessa mesma época a censura começou a ficar mais branda e, à medida em que a proibição ao erotismo diminuía, aumentava a concorrência, especialmente após começarem a surgir diversas publicações com fotografia erótica e com nu frontal (que por muito tempo foi proibido).
Seto tentou emplacar o estilo mangá na editora, com o seu herói Super-Pinóquio,  (nitidamente baseado em Astro Boy de Osamu Tezuka e no Pinóquio de Carlo Collodi) e Robô Gigante, que continha duas histórias: uma sobre um robô gigante, roteirizado por Seto e ilustrado por Watson Portela, e Ultraboy, uma espécie de Ultraman brasileiro, de Franco de Rosa. Franco de Rosa também criou Zamor, o selvagem, ilustrado por Watson Portela, Mozart Couto  e Gustavo Machado, a série contava a história de guerreiro usando uma faca tecnológica na América do Sul pré-histórica,  época em que existiria o lendário continente Atlântida, a princípio publicado em uma revista erótica, o personagem teve um almanaque de 100 páginas. Inspirado no sucesso do filme de animação Heavy Metal (1981), que teve como base a revista de mesmo nome (uma espécie de versão americana da revista francesa Métal hurlant), foi lançado o Almanaque Xanadu, nessa revista, Watson Portela publicou Xanadu, uma outra HQ em estilo mangá.
A editora tentou publicar quadrinhos infantojuvenil e até quadrinhos com pornografia explicita no selo Bico de Pena, mas as dificuldades econômicas do país aliada a problemas de gerência fizeram com que a editora fechasse definitivamente em 1983. Diversos artistas que haviam se mudado para Curitiba foram para São Paulo ou Rio de Janeiro em busca de novas oportunidades em outras editoras.

## Premiações
Em 2003, a Grafipar foi homenageada pelo Prêmio Angelo Agostini com uma medalha de incentivo entregue pela comissão organizadora do evento a personalidades e instituições ligadas aos quadrinhos distribuídas em seis "categorias". Ao lado das editoras D-Arte, EBAL, GEP e Vecchi, a Grafipar foi homenageada como "Editora clássica".

## Impacto cultural
A trajetória da Grafipar foi tema do livro Maria Erótica e o Clamor do Sexo, de Gonçalo Junior. Continuação de A Guerra dos Gibis, que abordava a história dos quadrinhos brasileiros de 1933 a 1964, este novo livro deu sequência à pesquisa falando sobre 1964 a 1985, priorizando a censura durante a Ditadura Militar Brasileira e tendo como principal foco a história das editoras Edrel e Grafipar.